# Huhtisaari (ö i Mellersta Finland, Keuruu)
Huhtisaari är en ö i Finland. Den ligger i sjön Keurusselkä och i kommunen Keuru i den ekonomiska regionen  Keuru ekonomiska region  och landskapet Mellersta Finland, i den södra delen av landet, 220 km norr om huvudstaden Helsingfors. Öns area är 13,8 hektar och dess största längd är 0,6 kilometer i nord-sydlig riktning.